# Bonrus
Le bonrus est un fromage pasteurisé au lait de vache et au lait de brebis originaire de la région du Piémont, en Italie. Il est fabriqué par la société Caseificio dell'Alta Langa à Bosia.